# Госса, Франтишек
Франтишек Госса (чеш. František Hossa; род. 19 сентября 1954 год, Тренчин) — чехословацкий хоккеист и словацкий хоккейный тренер. Выступал на позиции защитника. Отец известных словацких хоккеистов: Мариана и Марцела.

## Биография
Родился 13 сентября 1954 года в деревне Смижаны, расположенной в районе Спишска-Нова-Вес Кошицкого края.
По окончании игровой карьеры занимается тренерской деятельностью. В сезоне 1993/1994 приводил тренчинскую «Дуклу» к победе в Словацкой экстралиге. В следующем сезоне по руководством Госсы «Дукла» уверенно выиграла регулярный чемпионат, но в финале плей-офф была разгромлена «Кошице» и вынуждена была удовлетвориться серебряными медалями. В сезоне 1999/2000 Словацкой экстралиги возглавляемый Госсой братиславский «Слован» уверенно выиграл регулярный чемпионат, опередив ближайшего преследователя на 42 очка, а затем победил и в плей-офф.
В 1993—1996 годах был ассистентом главного тренера сборной Словакии Юлиуса Шуплера. В 1997—1999 года был помощником в словацкой сборной Яна Штербака. В 2002 году Госса уже сам возглавил национальную команду Словакии. Под его руководством словацкие хоккеисты стали пятыми на Олимпийских играх 2006 года, завоевали бронзовые награды на чемпионате мира 2003 года, затем занимали 4, 5 и 8 места на мировых первенствах 2004, 2005 и 2006 годов соответственно На Кубке мира 2004 года, где словаки стали седьмыми, был ассистентом Яна Филца. В 2008—2011 году работал помощником в тренерских бригадах Яна Филца и Глена Хэнлона.

## Достижения
- Медаль Президента Словацкой Республики (14 мая 2003 года)[1]